# 10 cm K 17
105-мм польова гармата K 17 (нім. 10 cm K 17) — німецька 105-мм польова гармата періоду Першої та Другої світових війн.

## Зміст
На основі аналізу бойової ефективності 105-мм польових гармат K 04 і K 14 німецькі експерти дійшли висновку про недостатню дальність стрільби у загальновійськовому бою.
Відповідно завод Круппа розробив новий, довший (L/45) ствол, який встановлювався на лафеті K 14. Це зробило гармату K 17 занадто важкою для транспортування одним, цілісним вантажем; отже ствол довелося знімати і укладати на власний транспортний візок. Спеціальні балки ставилися на лафет зі стволом, щоб не дозволити йому впасти під час руху і утримувати його в рівновазі. Для зменшення віддачі при стрільбі K 17 використовувалася гідропневматична або гідропружинна система.
Крім ролі стандартної польової артилерійської системи, гармата K 17 розроблялася як засіб ППО для боротьби з літаками противника; втім, практично у цій якості вона не використовувалася.
У 1917 році була розроблена простіша версія K 17, яка багато в чому нагадувала K 04. Складну прицільну систему змінили на механічні оптичні прицілі, що використовуються на 15 cm sFH 13, змінний противідкотний пристрій було видалено, і загалом максимально спростили усю гармату. Ця версія артилерійської системи отримала код K 17/04; в серпні 1917 року близько тисячі було замовлено.
Версальським договором Німеччині було заборонено використовувати ці гармати, і вона повинна була здати на металобрухт або продати всю існуючу зброю. Деякі з K 17 були продані Швеції та Румунії після війни, але деякі були приховані та зрештою брали участь у Другій світовій війні, головним чином у ролі гармат берегової оборони. Тут Kanone 1917 і K 17/04 використовувалися разом із 10 cm Kanone 1918, ці три найсучасніші типи відмінно проявили себе під час Другої світової війни.

## Зброя схожа за ТТХ та часом застосування
- 10-см гаубиця М.14
- 10-см гаубиця М.14 «Skoda» 14/19
- 105-мм польова гармата M. 15
- 105-мм польова гармата 105/14 modello 18
- 107-мм гармата зразка 1910 року
- 107-мм дивізійна гармата зразка 1940 (М-60)
- 100-мм польова гармата БС-3
- 107-мм гармата зразка 1910/30 років
- 10,5 cm leFH 16
- 105-мм польова гармата modèle 1913 Schneider
- 105-мм легка причіпна гаубиця M101
- 105-мм польова гармата Тип 14
- 105-мм польова гармата Тип 38
- 105-мм польова гармата Тип 92